# البیت امجینگ
البیت امجینگ (انگلیسی: Elbit Imaging) شرکت هلدینگ اسرائیلی است، که در سال ۱۹۹۶ تأسیس شد.